# Nikobarci
Nikobarci /sami sebe zovu Holchu = 'prijatelji' ,/ srodna grupa plemena naseljenih na 12 otoka u Nikobarima i jednom otoku u Malim Andamanima, Indija. Jezično pripadaju porodici Mon-Khmer a služe se sa 6 različitih jezika: chaura, teressa, južni nikobarski, središnji nikobarski, car i shom peng. Tradicionalna ekonomija je hortikulturna a monetarna egzistencija ovisi o nasadima kokosovog oraha, pandanusa, areka palmi, bananama, mangu i drugom voću. Bave se i uzgojem svinja kao i lovom i ribolovom, te izradom lončarije i gradnjom kanua.  Populacija im iznosi oko 26,000.
Porijeklo Nikobaraca je iz Burme, a prvi puta njihovi otoci spominju se 1050. u inskripcijama iz Tanjorea, u vrijeme dinastije Chola, pod imenom "Nakkavaram" (ili "zemlja golih"). Godine 1869. otoke zauzimaju Britanci u čijim su rukama sve do osamostaljenja Indije (1947).

## Vanjske poveznice
- Nicobarese  Arhivirana inačica izvorne stranice od 27. svibnja 2008. (Wayback Machine)
- Nicobarese
- THE NICOBARI and SHOMPEN Arhivirana inačica izvorne stranice od 9. srpnja 2011. (Wayback Machine)